# Silk Road (online market)
Silk Road (v překladu Hedvábná stezka) byl online černý trh a jedno z prvních moderních darknet tržišt. Byl známý hlavně prodejem ilegálních látek (drog a léčiv). Jelikož byl Silk Road součástí dark webu, byl k přístupu na stránku potřeba webový prohlížeč Tor. Stránka byla spuštěna v únoru 2011, a její vývoj začal už o šest měsíců dříve. Zpočátku byl počet účtů pro prodejce omezený, a tak si museli noví prodejci účet koupit v aukci. Později byl stanoven poplatek za nový účet.
V říjnu 2013 byla stránka uzavřena FBI a Ross William Ulbricht byl obviněn z jejího založení a administrace pod pseudonymem „Dread Pirate Roberts“. Ještě téhož roku v listopadu vznikla stránka Silk Road 2.0, které byla vedena jedním z administrátorů původního Silk Road. Nová stránka byla dne 6. listopadu 2014 v rámci operace „Operation Onymous“ také zavřena.
Ross Ulbricht byl usvědčen ve všech bodech obžaloby a odsouzen na doživotí bez možnosti propuštění.

## Ideologie
Jedna z prvních inicializací Silk Road se objevila na LinkedIn profilu Rosse Ulbrichta:
„Nyní se mé cíle změnily. Chci použít ekonomickou teorii jako nástroj ke zničení nátlaku a agrese vůči lidským bytostem.“
„A proto vytvořím ekonomickou simulaci, aby lidé měli osobní zkušenost s tím, jak by vypadal život ve světě bez systematického používání síly.“
Toto tržiště, stejně jako mnoho jiných, fungovalo na principu escrow. Z toho důvodu však byl nejslabším článkem celé stránky sám administrátor, který mohl podniknout tzv. exit scam (= ukradnout peníze všem uživatelů a stránku zrušit). Po jiných případech vykradení tržiště administrátorem začala tržiště fungovat na principu multisigu, který nedovoluje administrátorovi nakládat s prostředky bez účasti kupujícího nebo prodávajícího.

Fungování darknet tržišť oslabilo funkci mafie. Nedochází k drogovému násilí, protože nakupující nakoupí anonymně a nemusí přijít do kontaktu s dealerem.
„Válka proti drogám je symptomem většího problému a tímto problémem je stát.“

## Historie

### Fungování Silk Road
Silk Road byl založen v únoru 2011. Jméno „Silk Road“ bylo zvoleno podle historické obchodní cesty mezi Evropou, Indií, Čínou a dalšími zeměmi. Stránku vedl člověk s pseudonymem „Dread Pirate Roberts“ (podle fiktivní postavy z románu The Princess Bride). DPR byl známý svými libertariánskými názory a kritikou všech regulací. Zbylí dva administrátoři vystupovali pod pseudonymy Variety Jones a Smedley.
V červnu 2011 byl o této stránce publikován článek, který vedl ke zvýšení její návštěvnosti. Když se stránka dostala do širšího povědomí, požádal senátor Charles Schumer federální orgány (FBI, DEA a Ministerstvo spravedlnosti USA), aby ji zavřely.
V únoru 2013 byl zatčen australský dealer kokainu a MDMA a následně se stal první osobou usvědčenou ze zločinu ve spojení se Silk Road. Byl mu zabaven počítač se všemi daty. V prosinci 2013 byl ke dvěma letům a čtyřem měsícům vězení odsouzen muž z Nového Zélandu, který si od Silk Road objednal 15 gramů metamfetaminu.
V květnu 2013 byl na Silk Road proveden krátkodobý DDoS útok. Dne 23. června 2013 DEA uvedla, že zabavila 11.02 bitcoinu, pravděpodobně s použitím honeypotu.

### Zadržení a soudní proces Rosse Ulbrichta
Ross Ulbricht byl obviněn FBI, že je zakladatelem a majitelem Silk Road, který se skrývá pod pseudonymem „Dread Pirate Roberts“ (DPR). 2. října 2013 byl zatčen v sanfranciské knihovně.
Byl obžalován z praní špinavých peněz, počítačového hackerství, spiknutí za účelem prodeje narkotik a z pokusu o zabití šesti lidí. Prokurátoři tvrdili, že Ross zaplatil za všechny vraždy 730 000$, ačkoliv k žádné z vražd ve skutečnosti nedošlo. V konečném důsledku nebyl stíhán z žádného pokusu o vraždu.
FBI zabavila z účtů na Silk Road přibližně 26 000 bitcoinů v hodnotě přibližně 3,6 miliónou $, podle tehdejšího kurzu bitcoinu. Mluvčí FBI uvedl, že agentura bude bitcoiny držet, dokud proces s Rossem Ulbrichtem neskončí, a poté budou bitcoiny zlikvidovány. V říjnu 2013 FBI uvedla, že zabavila 144 000 bitcoinů, které údajně náležely Rossovi.
Ulbrichtův soudní proces začal 13. ledna 2015. Na začátku soudního procesu přiznal, že je zakladatelem Silk Road, avšak chvíli po jeho založení prý předal kontrolu nad stránkou jiným lidem.
Ve druhém týdnu soudního procesu prokurátoři prezentovali dokumenty a chatové záznamy z Rossova počítače, které dokazují, že Ross se administrace stránky vzdal až po dlouhé době, takže tvrzení obhajoby si protiřečí. Právník Rosse Ulbrichta řekl, že doklady a protokoly chatu byly do počítače vloženy pomocí BitTorrentu, který byl na počítači spuštěný v době, kdy byl zatčen.

## Produkty
V březnu 2013 obsahovala stránka 10 000 produktů, z nichž 70 % byly ilegální látky. V říjnu 2014 se počet rozrostl na 13 756 ilegálních látek, mezi něž patřily psychedelické látky, stimulanty, předpisy, opiáty, extáze a steroidy. Dále se tu prodávaly také falešné řidičské průkazy. Podle pravidel stránky bylo zakázáno prodávat dětskou pornografii, kradené kreditní karty, vraždy na objednávku a zbraně jakéhokoliv typu. Kvůli těmto pravidlům se hodně uživatelů přesunulo na další ze známých darknet marketů Black Market Reloaded. Na prodej však bylo i legální zboží, jako je oblečení, umění, knihy, cigarety, erotika a šperky. Sesterská stránka s názvem „Armory“ prodávala zbraně až do roku 2012, ale kvůli malé poptávce byla vypnuta.
Stránka měla dobře rozvinutý systém proti podvodům. Nakupující mohli po každém nákupu ohodnotit prodejce (kvalitu zboží atd.), čímž se vyhnuli podvodům. Díky tomuto systému byla také vyšší kvalita produktů.

## Pokračování Silk Road

### Silk Road 2.0
Dne 6. listopadu 2013 bývalí administrátoři Silk Road znovu spustili stránku pod názvem Silk Road 2.0, opět pod vedením člověka s pseudonymem „Dread Pirate Roberts“. Stránka byla stejná, avšak byla údajně zvýšena její bezpečnost.

### Silk Road 3.0
Stránka byla založena ihned po pádu Silk Road 2.0, aktuálně není v provozu.

### Silk Road 4.0
Aktuálně je v provozu, avšak jedná se o podvodné tržiště.

## Podobné stránky
- Atlantis – Market založený v březnu 2013. Média upoutal svou reklamou v červenci 2013. Jako první z darknet marketů používal kryptoměnu Litecoin. Byl zavřen krátce po Operaci Onymous tzv. exit scam.
- Sheep Marketplace – Anonymní darknet tržiště. V prosinci 2013 provedl administrátor exit scam a ukradl 6 milionů dolarů. Uživatelům se podařilo administrátora dohledat pomocí bitcoinu a policie v roce 2015 pachatele zadržela. Ukázalo se, že je to brněnský programátor.[27]
- Dark Market Reloaded – Popularitu získal až po uzavření Silk Road a Sheep Marketplace.
- The Farmer’s Market